# Kałyniwka (obwód wołyński)
Kałyniwka (ukr. Калинівка) – wieś na Ukrainie, w obwodzie wołyńskim, w rejonie łuckim, w Kołki. W 2001 liczyła 174 mieszkańców.